# Kodai Watanabe
Kodai Watanabe (渡辺 広大 Watanabe Kodai?, nacido el 4 de diciembre de 1986 en Chiba) es un futbolista japonés que se desempeña como defensa.

## Trayectoria

### Clubes
| Club                | País  | Año         |
| ------------------- | ----- | ----------- |
| Vegalta Sendai      | Japón | 2005 - 2014 |
| Montedio Yamagata   | Japón | 2015 - 2016 |
| Renofa Yamaguchi FC | Japón | 2017 -      |

## Estadística de carrera

### J. League
| Club                | Año   | J. League | J. League | Copa J. League | Copa J. League | Total | Total |
| Club                | Año   | Part.     | Goles     | Part.          | Goles          | Part. | Goles |
| ------------------- | ----- | --------- | --------- | -------------- | -------------- | ----- | ----- |
| Vegalta Sendai      | 2005  | 6         | 1         | -              | -              | 6     | 1     |
| Vegalta Sendai      | 2006  | 11        | 0         | -              | -              | 11    | 0     |
| Vegalta Sendai      | 2007  | 11        | 0         | -              | -              | 11    | 0     |
| Vegalta Sendai      | 2008  | 7         | 0         | -              | -              | 7     | 0     |
| Vegalta Sendai      | 2009  | 50        | 3         | -              | -              | 50    | 3     |
| Vegalta Sendai      | 2010  | 22        | 1         | 3              | 0              | 25    | 1     |
| Vegalta Sendai      | 2011  | 10        | 2         | 0              | 0              | 10    | 2     |
| Vegalta Sendai      | 2012  | 18        | 1         | 7              | 1              | 25    | 2     |
| Vegalta Sendai      | 2013  | 20        | 1         | 0              | 0              | 20    | 1     |
| Vegalta Sendai      | 2014  | 15        | 0         | 4              | 0              | 19    | 0     |
| Montedio Yamagata   | 2015  | 12        | 0         | 0              | 0              | 12    | 0     |
| Montedio Yamagata   | 2016  | 40        | 1         | -              | -              | 40    | 1     |
| Renofa Yamaguchi FC | 2017  | 27        | 2         | -              | -              | 27    | 2     |
| Total               | Total | 249       | 12        | 14             | 1              | 263   | 13    |